# Нечипоренко Олександр Захарович
Олександр Захарович Нечипоренко (21 квітня 1916, м. Малин, Волинська губернія, Російська імперія (нині — Житомирська область, Україна) — 5 листопада, 1980, Гродно, Білоруська РСР, СРСР) — білоруський уролог-онколог українського походження, науковець, педагог, військовий хірург. Автор методу дослідження елементів крові в осаді сечі (аналіз сечі за Нечипоренком).

## Життєпис
Народився 21 квітня 1916 року в Малині Волинської губернії (нині Житомирської області України). 1940 року закінчив Київський медичний інститут.
Учасник Німецько-радянської війни. Служив у прикордонних військах на Бессарабії, а весною 1941 року направлений у Монголію. Службу закінчив на Карельському фронті.
1945—1947 років проходив підготовку з грудної хірургії у Військово-медичної академії імені С. М. Кірова. Після цього протягом 1947—1957 років служив начальником хірургічних відділень різних військових госпіталів, а потім — урологічних відділень окружних військових госпіталів (1957—1965).
З 1965 року — на цивільній службі в Ростові-на-Дону, де працював асистентом кафедри факультетської хірургії місцевого медичного інституту (1965—1967).
1967 року став науковим керівником онкоурологічного відділу Науково-дослідного інституту онкології та медичної радіології в Ростові-на-Дону. Протягом 1968—1980 років завідував курсом урології Гродненського медичного інституту.
Кандидат медичних наук (1965), доцент.
Помер 5 листопада 1980 року в Гродно на 65-му році життя.

## Наукова діяльність
Займався розробкою проблеми хронічного пієлонефриту і онкоурології. Вперше запровадив цистектомію при раку сечового міхура, лімфаденектомію при злоякісних пухлинах яєчка. Відомий як автор методу дослідження елементів крові в осаді сечі (аналіз сечі по Нечипоренко).

## Громадська діяльність
У кінці 1960-х років організував першу філію Білоруського товариства урологів, головою якого був до кінця життя.

## Родина
- Дружина — Нечипоренко Надія Олександрівна — прифронтова хірургиня[2].
- Син — Нечипоренко Микола Олександрович (нар. 26 жовтня 1946, м. Малин Житомирської області), доктор медичних наук, професор, завідувач курсом урології Гродненського державного медичного університету, наукова діяльність пов'язана з вивченням проблем онкоурології, урогінекології, невідкладної урології[3].